# Олютинская
Олютинская — деревня в Кирилловском районе Вологодской области.
Входит в состав Чарозерского сельского поселения, с точки зрения административно-территориального деления — в Коротецкий сельсовет.
Расстояние до районного центра Кириллова по автодороге — 66,8 км, до центра муниципального образования Чарозера по прямой — 16 км. Ближайшие населённые пункты — Коротецкая, Ромашево, Горка-1, Скребино, Спелово, Марковская, Соколино.
По переписи 2002 года население — 12 человек.